# Фінал клубного чемпіонату світу з футболу 2005
Фінал Клубного чемпіонату світу з футболу 2005 — фінальний матч Клубного чемпіонату світу з футболу 2005 року, футбольного турніру для клубів-чемпіонів кожної з шести конфередераций ФІФА. Матч пройшов 18 грудня 2005 року на Міжнародному стадіоні «Йокогама» у Японії. У ньому зустрілися бразильський клуб «Сан-Паулу» (переможець Кубка Лібертадорес 2005 року) і англійський «Ліверпуль» (переможець Ліги чемпіонів 2004/05).

## Матч
«Сан Паулу» використовував схему 3-5-2, в той час як «Ліверпуль» грав за схемою 4-4-1-1. Перемогу вдруге поспіль здобув бразильський клуб, автором єдиниго і переможного голу в матчі став бразилець Мінейро. Проте найкращим гравцем матчу було визнано воротаря бразильців Рожеріо Сені, який врятував звою команду у ряді моментів, крім того три голи англійців були скасовані.

### Деталі
| 18 грудня 2005 19:20 UTC+9 |

| Сан-Паулу   | 1-0  | «Ліверпуль» |
| ----------- | ---- | ----------- |
| Мінейро 27' | Звіт |             |

| Міжнародний стадіон, Йокогама Глядачів: 66,821 Арбітр: Беніто Арчундія |

| Сан-Паулу | Ліверпуль |

|                  |    |                  |     |     |
|                  |    |                  |     |     |
| GK               | 1  | Рожеріо Сені (c) | 90' |     |
| CB               | 3  | Фабан            |     |     |
| SW               | 5  | Дієго Лугано     | 57' |     |
| CB               | 4  | Едкарлос         |     |     |
| RWB              | 2  | Сісінью          |     |     |
| LWB              | 6  | Жуніор           |     |     |
| CM               | 7  | Мінейро          |     |     |
| CM               | 8  | Жозуе            |     |     |
| AM               | 10 | Даніло           |     |     |
| SS               | 14 | Алоїзіо          |     | 75' |
| CF               | 11 | Марсіо Аморозо   |     |     |
| Заміни:          |    |                  |     |     |
| FW               | 9  | Графіте          |     | 75' |
| Головний тренер: |    |                  |     |     |
| Пауло Аутуорі    |    |                  |     |     |

|                  |    |                       |  |     |
|                  |    |                       |  |     |
| GK               | 12 | Пепе Рейна            |  |     |
| RB               | 3  | Стів Фіннан           |  |     |
| CB               | 4  | Самі Гююпя            |  |     |
| CB               | 23 | Джеймі Каррагер       |  |     |
| LB               | 2  | Стівен Ворнок         |  | 79' |
| RM               | 8  | Стівен Джеррард (c)   |  |     |
| DM               | 22 | Мохаммед Сіссоко      |  | 79' |
| CM               | 14 | Хабі Алонсо           |  |     |
| LW               | 7  | Гаррі К'юелл          |  |     |
| SS               | 10 | Луїс Гарсія           |  |     |
| CF               | 19 | Фернандо Морієнтес    |  | 85' |
| Заміни:          |    |                       |  |     |
| DF               | 6  | Йон Арне Ріїсе        |  | 79' |
| FW               | 11 | Флоран Сінама-Понголь |  | 79' |
| FW               | 15 | Пітер Крауч           |  | 85' |
| Головний тренер: |    |                       |  |     |
| Рафаель Бенітес  |    |                       |  |     |

| Гравець матчу: Рожеріо Сені Помічники головного арбітра: Ектор Вергара Артуро Веласкес Четвертий суддя: Тору Камікава | Правила матчу - 90 хвилин. - 30 хвилин додаткового часу при необхідності. - Серія післяматчевих пенальті, якщо рахунок був рівним. - 12 запасних. - Максимальна кількість замін — 3. |

### Статистика
| Статистика       | «Сан-Паулу» | «Ліверпуль» |
| ---------------- | ----------- | ----------- |
| Голів            | 1           | 0           |
| Ударів           | 4           | 21          |
| Ударів у площину | 2           | 8           |
| Володіння м'ячем | 47%         | 53%         |
| Кутових          | 0           | 17          |
| Фолів            | 15          | 17          |
| Оффсайдів        | 2           | 7           |
| Жовтих карток    | 2           | 0           |
| Червоних карток  | 0           | 0           |

## Після матчу
Велика частина розмов після матчу була пов'язана з трьома незарахованими голами «Ліверпуля». Тренер англійців Рафаель Бенітес був обурений рішеннями арбітра і докоряв чиновників після фінального свистка. Бенітес вважав, що принаймні один з голів не мав бути відміненим. Він також поставив під сумнів компетентність чиновників, заявивши: «Ви не маєте ставити мексиканського рефері і канадського лайнсмена на фінал Кубка світу». Півзахисник команди Луїс Гарсія, який забив один з незарахованих голів, заявив: «Ми відчуваємо себе обдуреними».
Воротар «Сан-Паулу» Рожеріо Сені був названий людиною матчу, а також виграв Золотий м'яч як найкращий гравець турніру. Після цього голкіпер заявив: «Ці нагороди приємно мати, але перемога не тільки моя». Менеджер Сан-Паулу був у захваті після перемоги і погодився з Сені, що перемога була здобута завдяки командній роботі: «Це була колективна перемога», він також сказав, що це було «великим досягненням для клубу». Автор єдиного голу Мінейро був у нестямі від радості, заявивши: «.Це найщасливіший момент у моїй кар'єрі».